# Alexander Nevski-kathedraal (Bakoe)
De Alexander Nevski-kathedraal (Russisch: Александро-Невский Собор; Azerbeidzjaans: Aleksandr Nevski Başkilsəsi) was een Russisch-orthodoxe kathedraal in  de stad Bakoe. De kathedraal werd gebouwd in 1898. Tot de afbraak in 1936 was het de grootste Russisch-orthodoxe kathedraal ten zuiden van de Kaukasus.

## Geschiedenis
Reeds in 1878 werd de noodzaak van de bouw van een grote Russisch-orthodoxe kathedraal onderkend door de autoriteiten wegens de groeiende Russisch-orthodoxe gemeenschap in Bakoe. De bouwplaats bevond zich echter op een stuk land waar eerder ooit een islamitische begraafplaats zou hebben gelegen. Dit leidde tot een lang debat tussen de autoriteiten en de islamitische gemeenschap. Uiteindelijk gaven de moslims het verzet op en op 8 oktober 1888 bezocht tsaar Alexander III met zijn gezin Bakoe ter gelegenheid van de eerstesteenlegging van de kathedraal. Deze plechtige gebeurtenis werd bijgewoond door afgevaardigden van de christelijke, islamitische en joodse gemeenschappen van Bakoe. 
De kathedraal werd ontworpen door Robert Marfeld, een architect van Duitse herkomst, en zijn uit Polen afkomstige assistent Józef Gosławski. Voor het interieur stond de Christus de Verlosserkathedraal en voor het exterieur stond de Kathedraal van de Voorbede van de Moeder Gods model voor de nieuwe kathedraal. Tijdens de bouw ontstond er een financieringstekort maar dankzij donaties van de inwoners van Bakoe kon de kathedraal worden voltooid. Opmerkelijk daarbij is dat, ondanks eerder islamitisch verzet tegen de bouw, de moslims het meest royaal bleken bij het geven van geld voor de bouw van de kathedraal. 
De koepels en kruisen waren gemaakt van zuiver goud. De kathedraal, 85 meter hoog, 55 meter lang en 44 meter breed, werd het geestelijke centrum van de Russisch-orthodoxe gemeenschap in Bakoe.   

## Na de Oktoberrevolutie

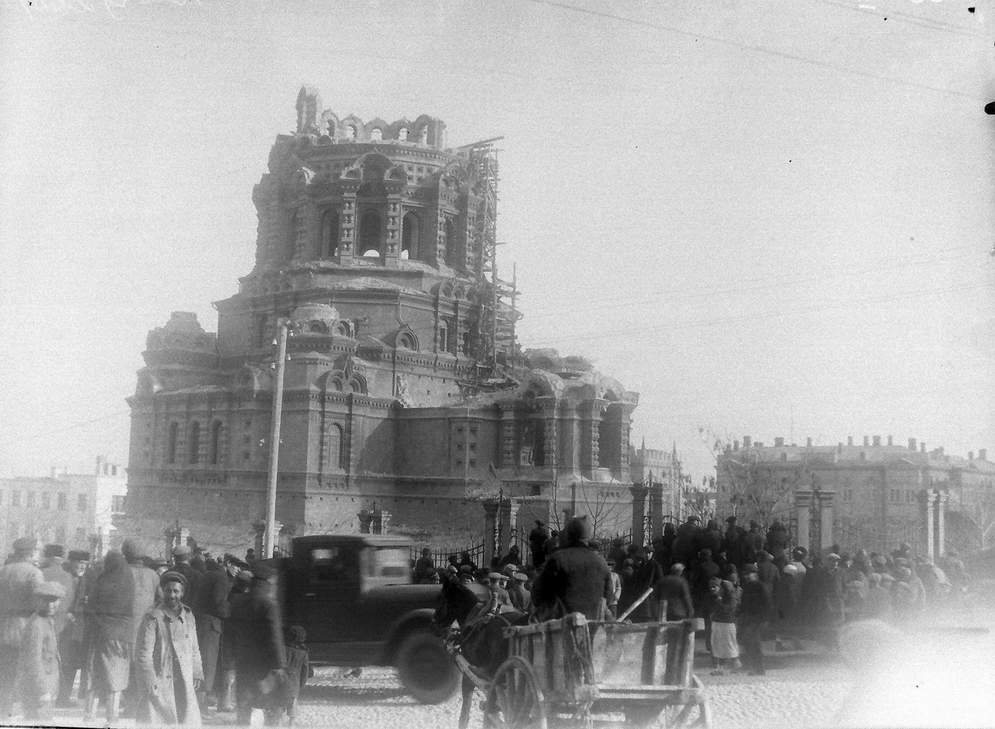
De kathedraal tijdens de sloop

Tot groot ongenoegen van de Sovjet-regering bleef de kathedraal na de revolutie het centrum van de Oosters-Orthodoxe Kerk in Azerbeidzjan. In 1936 volgde de uitvoering van een besluit om de kathedraal op te blazen. Tegenwoordig staat op de plek van de kathedraal een muziekschool.